# Gustavo Ilha
Gustavo Ilha es un deportista brasileño que compite en vela en la clase Soling. Ganó dos medallas de plata en el Campeonato Mundial de Soling en los años 2016 y 2019.

## Palmarés internacional
| Campeonato Mundial | Campeonato Mundial | Campeonato Mundial | Campeonato Mundial |
| Año                | Lugar              | Medalla            | Clase              |
| ------------------ | ------------------ | ------------------ | ------------------ |
| 2016               | Kingston (Canadá)  | Medalla de plata   | Soling             |
| 2019               | La Baule (Francia) | Medalla de plata   | Soling             |